# Битка код Барфлера и Лахога
Битка код Барфлера и Лахога одиграла се 29. маја−4. јуна 1692. године између Енглеске и Француске краљевине. Битка је део Деветогодишњег рата.

## Увод
Француски краљ Луј XIV је прикупио на Котантену и на обалама Ламанша експедициони корпус од 30.000 војника да пребаци у Енглеску ради помагања протераног енглеског краља Џејмса II. Луј је рачунао да му је флота надмоћна и да ће моћи да нанесе удар противнику пре сједињења енглеске и холандске флоте. Сем тога, на основу погрешних процена, Французи су веровали да ће у Енглеској бити одушевљено дочекани и да ће, у случају борбе, бар половина команданата са бродовима прећи на страну Француза. Опремање и концентрација француске војске у Бресту текли су споро уз недовољну промишљеност и површне припреме.
Иако је командант флоте, адмирал Ан Турвил више пута упозоравао Луја XIV на све ово, по наређењу самог краља било муи је упућено писмо у коме му је отворено пребацивано на сувише велику опрезност и наређено да одмах исплови. Адмирал Турвил испловио је из Бреста 12. маја са свега 44 линијска брода и 13 брандера, да би обезбедио пребацивање трупа прикупљених у Кану, Шербуру и код Лахога. Имао је изричито наређење да по сваку цену омогући планирани десант. Неповољни ветрови задржали су га пред улазом у Ламанш до 25. маја. Савезници, Енглези и Холанђани, завршили су 23. маја концентрацију флота и 28. маја отпловили према француској обали. Под командом енглеског адмирала Едварда Расела располагали су са 88 линијских бродова, 30 брандера и мањим ратним бродовима.

## Битка
Противници су дошли у додир 29. маја између 3. и 4. чвора северно од Бафлера. Однос топова био је 6756:3248, а однос посада 38-39 000:21 400 у корист савезника. Ценећи да ће га двоструко јачи противник обухватити са чела и зачеља, Турвил се одлучио за борбу по дивизијама, с тим да командни бродови ангажују противничке командне бродове. Французи су у 10 часова и 30 минута ступили у борбу на кратком одстојању. Покушај Енглеза да пробију развучену француску линију није успео јер су се одлично вођени Французи међусобно помагали. Због тишине и магле која је наступила у 15 часова, битка је прекинута. Настављена је у 20 часова и 30 минута при месечини, али услед јаке магле поново је прекинута између 21 и 22 часа. У десеточасовној борби Енглези су изгубили 2 линијска брода и неколико брандера, а Французи ниједан брод. Французи су 30. маја око 1 час дигли сидра, при чему се 9 бродова одвојило због лоше видљивости. Кроз навигацијски тежак мореуз Бланшар пробила су се према Бресту само 22 брода. Од 13 бродова који у томе нису успели због јаке струје, 3 тешко оштећена упловила су на сидриште код Шербура, где су их Енглези касније уништили. Преосталих 10 бродова са Турвилом сјединило се 31. маја на сидришту Лахог са 2 од 9 бродова који су се претходног дана одвојили од флоте. Французи су насукали бродове код форова, поставили на обали батерије и опремили чамце ради одбијања непријатеља. После неуспелог напада брандерима Енглези су 2. и 3. јуна под адмиралом Џорџом Рурком напали чамцима француске бродове и све их уништили.

## Последице битке
Пораз код Барфлера и Лахога имао је велико морално дејство на Французе. Битка је класичан пример какве катастрофалне последице има погрешна процена ситуације. Пораз је имао велике последице на даљи развој француске морнарице јер је Луј XIV изгубио поверење у флоту и одустао од њене употребе у стратегијским оквирима, усмеривши сав напор на мору на крстарички рат. Услед тога министар финансија Жан-Батист Колбер није више имао подршку да обнови велику ратну морнарицу.